# درباره شنیدن نخستین فاخته در بهار
دربارهٔ شنیدن نخستین فاخته در بهار یک شعر لحنی است که در سال ۱۹۱۲ توسط فردریک دلیوس سروده شده است. همراه با Summer Night on the River یکی از دو قطعه دلیوس برای ارکستر کوچک است. این دو نخستین بار در ۲۳ اکتبر ۱۹۱۳ در لایپزیگ به رهبری آرتور نیکیش اجرا شدند. «دربارهٔ شنیدن نخستین فاخته در بهار» طولانی‌تر از این دو قطعه است و زمان پخش معمولی آن بین شش تا هفت دقیقه است. ضبط‌های متعددی از این قطعه وجود داشته است که قهرمان دلیوس سر توماس بیچام آن‌ها را به عنوان شناخته‌شده‌ترین آثار این آهنگساز توصیف کرده است.